# Somatická hypermutace
Somatická hypermutace (SHM) je buněčný mechanismus, který zahrnuje mutace variabilních částí genů, jež kódují imunoglobulíny. SHM probíhá v germinálním centru s izotypovým přesmykem a jejím výsledkem je zvýšení afinity a funkce protilátky . Rozmanitost protilátek se vytváří během dvou fází vývoje B-lymfocytů. V pre-B dochází k přeuspořádání V, D, J genových segmentů, čímž se vytvoří primární repertoár imunoglobulinových receptorů. U dospělých B-lymfocytů podstupují Ig receptory SHM a izotypový přesmyk .

## Mechanismus
SHM může být popsána pomocí biochemických drah, ve kterých jeden enzym generuje substrát pro enzym druhý. Tento sled dějů je iniciován enzymem AID (z angl. activation-induced deaminase). AID tvoří skupinu polynukleotidových deamináz, který je kódovaný genem Aicda . B-buňky exprimují AID po rozeznání antigenu jejich antigenním receptorem (BCR) . Aby mohl být tento enzym transportován do jádra, dochází k jeho fosforylaci nebo k interakci s dalšími proteiny. AID v jádře interaguje s ssDNA a v oblastech V a S a katalyzue přeměnu DC na DU. Uracil nepatří mezi báze, které se vyskytují v DNA a z důvodu udržení integrity genomu, tyto mutace jsou dále opraveny následujícími mechanismy.
- vzniklá mutace v DNA G-U podléhá replikaci a vzniká mutace C-T[4]

- pomocí UNG (z angl. Uracil-DNA glycosylase), který odstraňuje uracil, čímž se vytvoří abazické místo – to může být následně přeměněno pomocí AP-endonukleázy a následně opraveno nebo replikováno na libovolnou bázi[4]